# Sanremo-Festival 2003
Die 53. Ausgabe des Festival della Canzone Italiana di Sanremo fand 2003 vom 4. bis zum 8. März im Teatro Ariston in Sanremo statt und wurde von Pippo Baudo, Serena Autieri und Claudia Gerini moderiert.

## Ablauf

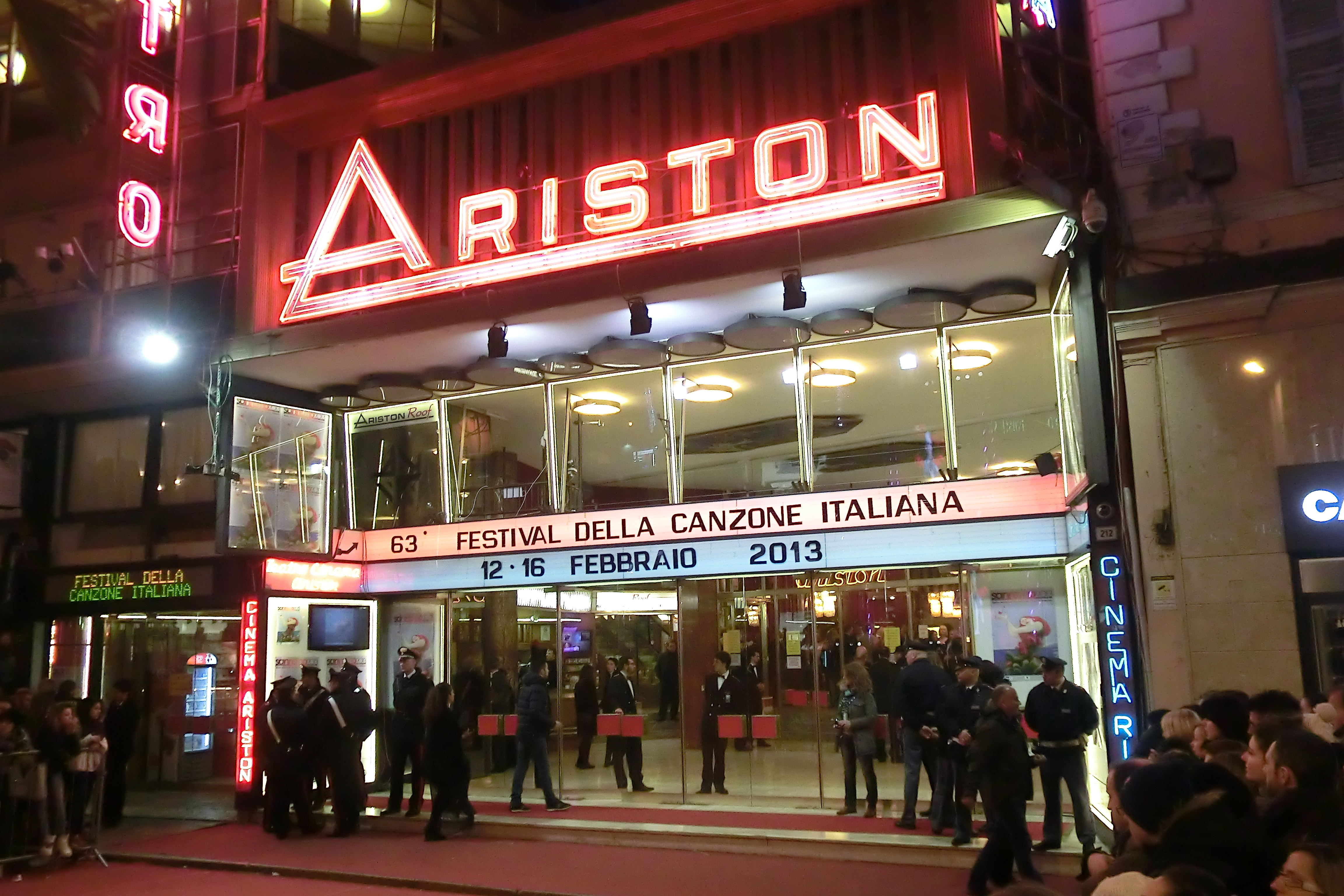
Das Ariston-Theater, Veranstaltungsort des Sanremo-Festivals

Zum zweiten Mal in Folge übernahm Pippo Baudo 2003 Moderation und künstlerische Leitung des Festivals; insgesamt schloss er mit seiner elften Moderation zum bisherigen Rekordhalter Mike Bongiorno auf. An Baudos Seite standen in diesem Jahr Serena Autieri und Claudia Gerini. Die Expertenjury stimmte diesmal auch in der Hauptkategorie ab, hatte jedoch eine täglich wechselnde Zusammensetzung und einen deutlich geringeren Einfluss als die demoskopische Jury. Größte Neuerung war, dass die Teilnehmer der Hauptkategorie zu Beginn nicht nur ihren Beitrag interpretierten, sondern sich in einer etwa achtminütigen Show umfassend präsentieren konnten.
Wie im Vorjahr gab es 20 Teilnehmer in der Haupt- und 16 in der Newcomer-Kategorie; es waren keine Ausscheidungen vorgesehen. Unter den Gästen waren Peter Gabriel, Shania Twain, Luciana Littizzetto, Carla Bruni, Sharon Stone und Mike Bongiorno.
Als Favoriten kristallisierten sich schnell Alex Britti mit 7000 caffè und Alexia mit Per dire di no heraus. Im kleinen Finale der Newcomer konnte sich Dolcenera mit Siamo tutti là fuori durchsetzen, den Kritikerpreis gewann Patrizia Laquidara mit Lividi e fiori. Die Expertenjury favorisierte in der Hauptkategorie Sergio Cammariere mit Tutto quello che un uomo, der dann auch den Kritikerpreis gewann, es im Wettbewerb jedoch nur auf den dritten Platz schaffte; es gewann Alexia vor Alex Britti.

## Teilnehmende Beiträge

### Campioni
- Sieger

| Platzierung | Interpret                          | Lied                     | Autoren                                                                                 | Stimmen |
| ----------- | ---------------------------------- | ------------------------ | --------------------------------------------------------------------------------------- | ------- |
| 1           | Alexia                             | Per dire di no           | Alberto Salerno, Alexia                                                                 | 24.248  |
| 2           | Alex Britti                        | 7000 caffè               | Alex Britti                                                                             | 23.298  |
| 3           | Sergio Cammariere                  | Tutto quello che un uomo | Roberto Kunstler, Sergio Cammariere                                                     | 21.919  |
| 4           | Enrico Ruggeri und Andrea Mirò     | Nessuno tocchi Caino     | Enrico Ruggeri, Andrea Mirò                                                             | 21.779  |
| 5           | Syria                              | L’amore è                | Jovanotti                                                                               | 20.482  |
| 6           | Lisa                               | Oceano                   | Mauro Malavasi, Leozed, Andrea Sandri                                                   | 20.310  |
| 7           | Giuni Russo                        | Morirò d’amore           | Giuni Russo, Vania Magelli, Maria Antonietta Sisini                                     | 18.147  |
| 8           | Silvia Salemi                      | Nel cuore delle donne    | Giampiero Artegiani, Silvia Salemi                                                      | 17.869  |
| 9           | Antonella Ruggiero                 | Di un amore              | Antonella Ruggiero, Antonio Volpe                                                       | 17.722  |
| 10          | Luca Barbarossa                    | Fortuna                  | Luca Barbarossa                                                                         | 17.487  |
| 11          | Nino D’Angelo                      | ’A storia ’e nisciuno    | Nino D’Angelo, Nuccio Tortora                                                           | 17.466  |
| 12          | Cristiano De André                 | Un giorno nuovo          | Cristiano De André, Oliviero Malaspina, Daniele Fossati, Massimo Talamo, Stefano Melone | 17.298  |
| 13          | Fausto Leali                       | Eri tu                   | Gatto Panceri, Fausto Leali                                                             | 16.978  |
| 14          | Anna Oxa                           | Cambierò                 | Marco Carnesecchi, Marco Falagiani, Anna Oxa                                            | 16.933  |
| 15          | Eiffel 65                          | Quelli che non hanno età | Domenico Capuano, Maurizio Lobina, Gabry Ponte, Gianfranco Randone, Gregory Colla       | 16.758  |
| 16          | Bobby Solo und Little Tony         | Non si cresce mai        | Giancarlo Bigazzi, Gianni Gastaldo, Bobby Solo                                          | 16.754  |
| 17          | Anna Tatangelo und Federico Stragà | Volere volare            | Bungaro, Claudio Passavanti                                                             | 16.406  |
| 18          | Negrita                            | Tonight                  | Paolo Bruni, Enrico Salvi, Cesare Petricich, Franco Li Causi, Fabrizio Barbacci         | 16.270  |
| 19          | Amedeo Minghi                      | Sarà una canzone         | Amedeo Minghi                                                                           | 13.404  |
| 20          | Iva Zanicchi                       | Fossi un tango           | Loriana Lana, Aldo Donati                                                               | 12.898  |

### Giovani
- Sieger

| Platzierung | Interpret                | Lied                 | Autoren                                                   |
| ----------- | ------------------------ | -------------------- | --------------------------------------------------------- |
| 1           | Dolcenera                | Siamo tutti là fuori | Dolcenera                                                 |
| 2           | Alina                    | Un piccolo amore     | Antonello De Sanctis, A. Bettini, M. Telli, Alberto Cheli |
| 3           | Zurawski                 | Lei che              | Andrea Zurawski, M. Martellini, Vince Tempera             |
| 4           | Verdiana                 | Chi sei non lo so    | Vittorio Centrone, Max Minoia, E. Giudizi                 |
| 5           | Gianni Fiorellino        | Bastava un niente    | Antonio Casaburi, Gianni Fiorellino                       |
| 6           | Daniele Stefani          | Chiaraluna           | Giuliano Boursier, Daniele Stefani                        |
| 7           | Patrizia Laquidara       | Lividi e fiori       | Giuseppe Romanelli, Patrizia Laquidara                    |
| 8           | Elsa Lila                | Valeria              | Gianluca Maffei, Marco Marati, L. Bechelli                |
| 9           | Roberto Giglio           | Cento cose           | Roberto Giglio                                            |
| 10          | Jacqueline Maiello Ferry | Vicina e lontana     | Jacqueline Maiello Ferry, Jean Marie Maiello Ferry        |
| 11          | Daniela Pedali           | Vorrei               | Depsa, Angelo Valsiglio, Luca Valsiglio, S. Monetti       |
| 12          | Manuela Zanier           | Amami                | Paolo De Lazzaro, Manuela Zanier, R. Russo                |
| 13          | Allunati                 | Chiama di notte      | Enrico Nascimbeni, Alex Lunati                            |
| 14          | Marco Fasano             | E già                | Marco Fasano, Antonio Annona                              |
| 15          | Maria Pia & SuperZoo     | Tre fragole          | Gianni Colonna, Francesco Roccia                          |
| 16          | Filippo Merola           | Mi sento libero      | Filippo Merola, Raffaele Di Pietro                        |

## Erfolge
13 Festivalbeiträge stiegen im Anschluss in die italienischen Singlecharts ein. Am erfolgreichsten waren Sergio Cammarieres Tutto quello che un uomo sowie Quelli che non hanno età von Eiffel 65, das im Wettbewerb nicht über Platz 15 hinausgekommen war.

| Jahr | Titel Interpret                                | Höchstplatzierung, Gesamtwochen, AuszeichnungChartsChartplatzierungen (Jahr, Titel, Interpret, Platzierungen, Wochen, Auszeichnungen, Anmerkungen) | Anmerkungen        |
| Jahr | Titel Interpret                                | IT | Anmerkungen        |
| ---- | ---------------------------------------------- | --- | ------------------ |
| 2003 | Tutto quello che un uomo Sergio Cammariere     | IT4 (17 Wo.)IT | Platz 3            |
| 2003 | Quelli che non hanno età Eiffel 65             | IT5 (15 Wo.)IT | Platz 15           |
| 2003 | Siamo tutti là fuori Dolcenera                 | IT10 (10 Wo.)IT | Platz 1 (Newcomer) |
| 2003 | Morirò d’amore Giuni Russo                     | IT10 (3 Wo.)IT | Platz 7            |
| 2003 | Per dire di no Alexia                          | IT11 (10 Wo.)IT | Platz 1            |
| 2003 | 7000 caffè Alex Britti                         | IT15 (10 Wo.)IT | Platz 2            |
| 2003 | Cambierò Anna Oxa                              | IT18 (1 Wo.)IT | Platz 14           |
| 2003 | Di un amore Antonella Ruggiero                 | IT24 (1 Wo.)IT | Platz 9            |
| 2003 | L’amore è Syria                                | IT25 (9 Wo.)IT | Platz 5            |
| 2003 | Sarà una canzone Amedeo Minghi                 | IT26 (3 Wo.)IT | Platz 19           |
| 2003 | Di un amore Lisa                               | IT28 (4 Wo.)IT | Platz 6            |
| 2003 | Non si cresce mai Little Tony & Bobby Solo     | IT29 (4 Wo.)IT | Platz 16           |
| 2003 | Volere volare Anna Tatangelo & Federico Stragà | IT35 (3 Wo.)IT | Platz 17           |

## Belege
1. ↑  Guido Racca & Chartitalia: Top 100 FIMI Singoli. Lulu, 2013.